# Discurso sobre la contaminación
El Discurso sobre la contaminación o Discurso sobre la pureza es un relato sobre una enseñanza de Jesús registrada en el Nuevo Testamento en el Evangelio de Mateo (Mateo 15:1-20) y en el Evangelio de Marcos (Marcos 7:1-23).

## En el Evangelio de Mateo
La regla de lavarse las manos antes de las comidas no fue establecida por el Pentateuco sino por tradición oral y no era una regla higiénica sino ritual, porque tenía que realizarse de una manera determinada. 
En el Evangelio de Mateo, los fariseos se quejaron a Jesús de que sus discípulos rompían la tradición de los ancianos porque no se lavaban las manos antes de comer. Mateo aprovecha la ocasión para identificar otras enseñanzas farisaicas que, según Jesús, anulan el mandamiento de Dios, para citar además las profecías de Isaías a las que Mateo hace referencia en repetidas ocasiones. 
Jesús subraya la hipocresía de los escribas y fariseos, que exigían el respeto a una norma secundaria establecida por los hombres y buscaban formas de eludir el cumplimiento de los mandamientos establecidos por mandato de Dios, como en el caso del respeto a los padres. 
Jesús les responde:

No lo que entra en la boca contamina al hombre; más lo que sale de la boca, esto contamina al hombre.

Los fariseos se ofendieron por la respuesta que Jesús les dio y el apóstol Pedro pidió una explicación para los discípulos: "Explícanos esta parábola".
La Biblia de Cambridge para escuelas y universidades considera este diálogo como un testimonio de la influencia de los fariseos en la época de Jesús: "los discípulos creían que Cristo tendría miedo de ofender a aquellos con un apoyo popular tan alto".

## En el Evangelio de Marcos
El Evangelio de Marcos incluye un relato similar, en el que Jesús explica cómo un hombre se contamina por el mal que sale de él:

Lo que sale del hombre es lo que lo hace 'impuro'. Porque de dentro, del corazón de los hombres, salen los malos pensamientos, la inmoralidad sexual, el robo, el asesinato, el adulterio, la avaricia, la malicia, el engaño, la lascivia, la envidia, la calumnia, la arrogancia y la insensatez. Todos estos males provienen del interior y hacen que un hombre sea 'impuro'.'

## En el Evangelio de Lucas
El Evangelio de Lucas contiene una enseñanza similar sobre que la pureza interior es más importante que la pureza exterior. Lucas relata que un fariseo invitó a Jesús a almorzar. El fariseo se sorprendió de que Jesús no se lavara las manos antes de comer, a lo que Jesús le dijo:

Resulta que ustedes los fariseos —les dijo el Señor— limpian el vaso y el plato por fuera, pero por dentro están ustedes llenos de codicia y de maldad. ¡Necios! ¿Acaso el que hizo lo de afuera no hizo también lo de adentro? Den más bien a los pobres de lo que está dentro, y así todo quedará limpio para ustedes.